# Keith Miller
Keith Vivian Miller (Semaphore, 5 settembre 1919 – Victor Harbor, 8 maggio 2015) è stato un cestista e allenatore di pallacanestro australiano.

## Carriera
In carriera ha giocato nei West Adelaide Bearcats, squadra che ha successivamente allenato. Ha inoltre allenato la selezione dell'Australia Meridionale, e dal 1962 al 1964 è stato capo allenatore dell'Australia, che ha guidato anche ai Giochi di Tokyo 1964.
Dal 2007 è stato inserito tra i membri del Basketball Australia Hall of Fame.